# Affaire Jean-Pierre Treiber
Pour les articles homonymes, voir Treiber.
L'affaire Jean-Pierre Treiber est une affaire criminelle en France, consistant en l'assassinat présumé de deux femmes, la comédienne Géraldine Giraud et l'assistante sociale et chanteuse Katia Lherbier, par Jean-Pierre Treiber.

## Contexte
Né le 8 avril 1963 à Mulhouse, Jean-Pierre Treiber grandit à Soppe-le-Bas (Haut-Rhin). Cadet d'une famille de trois enfants, son père est invalide de guerre et sa mère femme au foyer. Il quitte l'école générale en cinquième puis entame un CAP dans un lycée agricole, sans obtenir de diplôme. Passionné de chasse, il s'intéresse également à la faune et la flore en lisant des ouvrages sur ces sujets. Il crée ensuite sa propre entreprise d'élagage en Alsace (qui se solde par un échec), puis devient successivement pépiniériste dans le Bas-Rhin, garde-chasse et garde-forestier en Seine-et-Marne et, pour finir, ouvrier agricole dans l'Yonne. En 1989, il se marie avec Marie-Pascale, déjà mère d'une fille, que Treiber considère comme sa propre enfant.
Géraldine Giraud est une actrice française née le 17 mai 1968 à Sens (Yonne) ; elle est fille des comédiens Roland Giraud et Maaike Jansen. En octobre 2004, un mois avant la disparition, elle rencontre, par l'intermédiaire de sa tante Marie-Christine Van Kempen, Katia Lherbier, une éducatrice spécialisée travaillant dans un foyer pour handicapés. Les deux femmes âgées de respectivement 36 et 32 ans, entament une relation amoureuse. Marie-Christine Van Kempen est une ancienne cantatrice et professeure de chant, qui vivait en colocation avec Katia Lherbier.

## Enquête sur l'assassinat
L'image d'un homme est repérée par la police dans un supermarché de Seine-et-Marne parce qu'il y a utilisé les cartes bleues de Géraldine Giraud et Katia Lherbier après leur disparition. Ces dernières  ne donnent plus de nouvelles à la suite de leur départ à bord d'une Peugeot 206 gris métallisé de la résidence secondaire de la famille Giraud, à La Postolle (Yonne), le 1er novembre 2004, à un peu plus de 20 heures.
Après l'ouverture d'une information judiciaire pour enlèvements, séquestrations, vols et escroqueries, les policiers, dirigés par le commandant de police Michel Cunault, déterminent partiellement l'immatriculation d'une Peugeot 205 cabriolet blanche dont le conducteur a utilisé la carte bleue de Géraldine Giraud à une station-essence disposant d'une caméra de vidéosurveillance. Réduction du nombre des véhicules possibles faite, ils identifient son propriétaire dont l'image capturée à la station correspond à celles des caméras de surveillance de la grande surface où les cartes ont déjà été utilisées peu avant (dès le 1er novembre à 22 h 52 au Crédit agricole de Villeneuve-sur-Yonne), son nom est Jean-Pierre Treiber, ouvrier agricole. Il est déclaré habiter à Villeneuve-sur-Yonne, près de l'endroit où le téléphone de Katia a été une dernière fois localisé, le 2 novembre. Il est interpellé en Seine-et-Marne, les policiers des SRPJ de Versailles et de Dijon découvrant les cartes bancaires des jeunes femmes dans son portefeuille. Il est placé en garde à vue à Melun le 23 novembre 2004, puis mis en examen pour enlèvements, séquestrations, vols et escroqueries, et écroué le 25 novembre à la maison d'arrêt d'Auxerre. Lors de sa garde à vue et de ses auditions chez le juge d'instruction Michaël Gihr, il multiplie les versions incohérentes, dont celle de la fugue amoureuse (contre rétribution par les deux amantes qui lui auraient confié leurs cartes de crédit et leurs codes, il les aurait aidées à disparaître pour refaire une nouvelle vie). Des voisins ayant entendu J.-P. Treiber travailler à la pelle mécanique dans son jardin, les policiers perquisitionnent sa propriété.

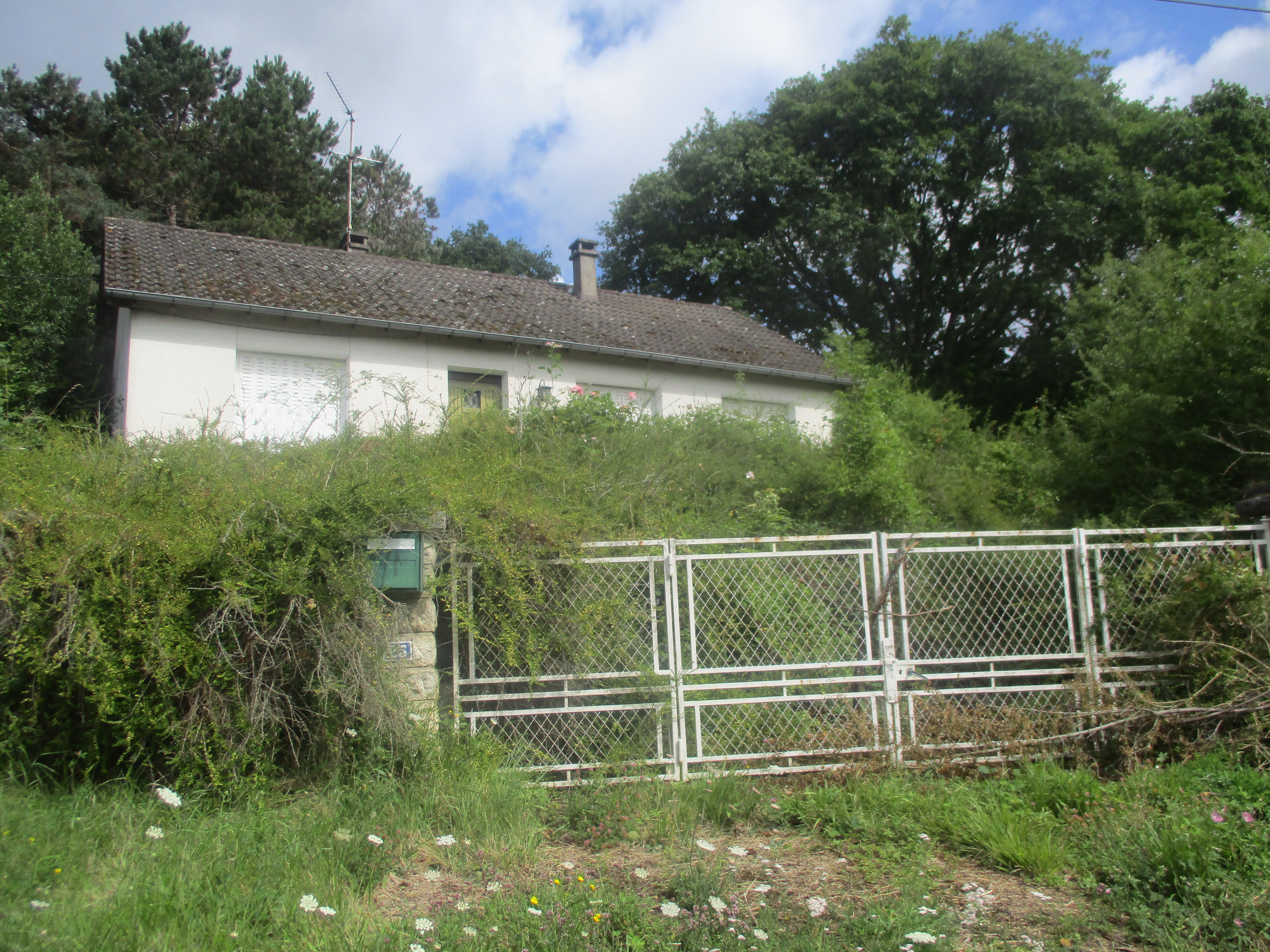
Pavillon Treiber où les corps furent découverts.

Le 8 décembre 2004, la police découvre des objets ayant appartenu aux victimes (téléphone portable calciné, trousseau de clés) et, le lendemain, les corps dénudés des victimes dans le jardin du pavillon des parents de Treiber, où ce dernier demeurait habituellement. Cette petite maison secondaire est située à Château, hameau sis sur une colline au-dessus de Villeneuve-sur-Yonne. Les corps sont découverts au fond d'un puisard d’eaux usées recouvert d’une dalle ronde en béton dans le jardin. Le 20 décembre 2004, alors que l'on célèbre les obsèques de Géraldine Giraud, deux jours après celles de sa compagne, il est mis en examen pour assassinat.
Les résultats de l'autopsie permettent d'infirmer la thèse répandue selon laquelle les deux jeunes femmes auraient été séquestrées plusieurs jours, mais aucune trace de torture ni de violences sexuelles ne sont constatées. L'enquête suspecte un empoisonnement à la chloropicrine, des traces de chloroforme (produit de décomposition de la chloropicrine) ayant été retrouvées sur les vêtements et la couverture recouvrant les victimes.
Le 17 novembre 2006 a lieu une reconstitution judiciaire pour déterminer notamment si Jean-Pierre Treiber a pu porter, puis enfouir seul, les corps dans le puisard.
D'abord suspectée d'avoir commandité une sorte de séquestration punition de Géraldine et Katia, séquestration qui aurait dégénéré, la tante de Géraldine Giraud, Marie-Christine Van Kampen, est mise en examen en novembre 2005 avant de bénéficier d'un non-lieu en 2008 et de recevoir une indemnité de la Commission nationale de réparation de la détention provisoire. La police recherche également d'autres complices éventuels de Treiber : Nicolas Métier, un jeune homme qui est le compagnon de chasse de Treiber et par ailleurs le fils de son employeur; Patricia Darbeau dont le compagnon François Vivant a monté une escroquerie[réf. nécessaire] dans la société Star Evénement et dont Treiber fut l'homme à tout faire.
Le procès en assises était prévu pour le mois d'avril 2010. Le suicide de Treiber n'éteint pas l'action en justice civile. En revanche, le juge pénal rend un jugement constatant l'extinction de l'action publique.
En 2011, Michel Cunault, le commissaire de police de la PJ de Dijon chargé de l'enquête, publie un livre préfacé par Roland Giraud : dans le dernier chapitre, il suspecte fortement Marie-Christine Van Kampen. La sœur de Maaike, l’épouse de Roland Giraud, est une cantatrice et professeur de chant qui entretient avec son beau-frère des relations haineuses. Adolescente, Géraldine Giraud consultait un psychologue à l'époque et ce dernier avait évoqué la possibilité de problèmes sexuels pour expliquer son mal-être. Marie-Christine Van Kampen aurait convaincu sa nièce qu'elle était victime d'abus sexuels de la part de son père. Lors d'une explication familiale, la fille confie à son père que sa « tante fantasque » lui a fait dire des bêtises. Lors des auditions de Treiber, ce dernier révèle qu'il connaissait des détails de la vie intime de Géraldine Giraud, notamment son cancer et cette histoire d'abus sexuels. Michel Cunault pense que c'est Marie-Christine Van Kampen qui a révélé à Treiber ce secret familial. De plus, la professeur de chant dépend financièrement des Giraud, qui la logent à Sens.
Les enquêteurs ont retrouvé dans la cave de Marie-Christine Van Kampen des chiffons imbibés de chloroforme (elle explique que l'ancien propriétaire avait utilisé un insecticide chloré mais un rapport d'expertise toxicologique montre que cet insecticide n'a pas des teneurs en chloroforme aussi fortes que celles retrouvées, de plus cela pourrait être une excellente raison aux choix de l'endroit comme de l'arme, sachant que les traces éventuellement retrouvées pourraient être justifiées de la sorte), un chat mort (qui aurait pu être empoisonné par la chloropicrine, gaz lourd et létal, chat absent de la cave le 8 - la première perquisition - et aperçu mort le 9, dans le même temps qu'une odeur qualifiée de « pestilentielle » est là notée le 8, et en a disparu le lendemain, impliquant une aération de la cave entre ces deux dates, moment très probable de la descente du chat), de plus un matelas rose aperçu le 8 novembre par un policier a déjà disparu le 9, alors que la seule utilisatrice potentielle de la cave prétend n'y jamais descendre.
La même année, les journalistes d'investigation Christophe Gautier et Stéphane Munka tentent de réfuter la thèse du triangle amoureux Van Kampen-Giraud-Lherbier et parient sur un crime de Treiber seul, sans complicité, qui aurait agi pour un mobile crapuleux, l'argent, faisant fi des déclarations précises de Treiber mentionnant des détails de la vie de Géraldine, faits rendant incohérente la possibilité d'une agression hasardeuse.
Indépendamment de ses déclarations, les actes immédiats de Treiber font sens. Ainsi tire-t-il à 21 h 52 juste après la disparition des filles les sommes bien différenciées de 250 euros avec la carte de Géraldine et 70 euros avec celle de Katia. L'ex-femme de J.-P. Treiber révèle dans le livre paru à l'automne 2009 que dès le début du mois de septembre 2004, son mari lui avait fait part de ses troubles quant à se lancer dans un projet qui lui avait alors semblé le dépasser, projet dont il lui reparlera les semaines suivantes en lui disant qu'il a promis et ne s'y dérobera pas aussi que ses événements en seront largement médiatisés. Septembre est aussi le mois où Katia accepte la proposition de la tante de Géraldine de venir partager l'appartement de la rue Beaurepaire.

## Évasion et mort de Jean-Pierre Treiber
Il s'évade le 8 septembre 2009 de la maison d'arrêt d'Auxerre où il est détenu, caché dans un carton qui est ensuite chargé dans un camion de livraison,.
Le plan Milan est déclenché dans la région de Bonnard près de la forêt d'Othe.
Il est représenté par l'avocat Éric Dupond-Moretti qui qualifie l'évasion d'« ininterprétable » à quoi il ajoute « On peut s'évader et être innocent ».
Le 17 septembre, le journal Marianne a reçu une lettre de Treiber accompagnée de sa carte de détenu, postée le 14 près d'Auxerre, dans laquelle il affirme son innocence:

« Lettre à votre journal,
Je ne me suis pas évadé, j'ai repris une petite partie de [ce que] les assassins, "les vrais" m'ont volé, car je ne supportais plus la détention, étant au bord du suicide, ce qui aurait arrangé les affaires des coupables et des personnes qui ont instruit cette affaire à charge contre moi. J'avais confiance en la justice mais je me suis trompé, on s'est acharné sur moi, sur mon entourage, en oubliant d'approfondir les relations de Géraldine.
Le juge n'a jamais démenti les accusations fausses colportées par la presse, j'ai été interdit de parloir avec ma propre famille pendant 2 ans, et sans explication m'a fait profiter d'un séjour d'un an à Fresnes !
On ne m'a jamais accordé la présomption d'innocence.
Aujourd'hui, je veux que le juge ou le procureur donne l'intégralité des photos prises à Château lors des perquisitions à mon avocat.
Je veux aussi la diffusion dans la presse des 2 portraits robot.
Cette lettre est un petit aperçu de l'injustice que je subis.
J'ai donc choisi cette solution d'évasion qui n'est pas la meilleure, mais c'est peut-être le seul moyen de me faire entendre avant le procès où je serai présent. »

— Lettre du 17 septembre, accompagné de l'original de sa carte de détenu et d'un mot destiné à Périco Légasse, journaliste de Marianne.
En octobre 2009, son ex-femme publie un livre où elle brosse le portrait de Jean-Pierre Treiber, surnommé "L'Homme des bois".
Sa fuite prend fin le 20 novembre 2009 par son arrestation, par le RAID, dans l'appartement de la fille d'un de ses amis à Melun. Trois couples, soupçonnés d'avoir aidé le fugitif durant deux des trois mois de sa cavale, ont été placés en garde à vue. Quatre de ces habitants de Seine-et-Marne (trois hommes et une femme) reconnus coupables d’avoir aidé Jean-Pierre Treiber dans sa cavale ont été condamnés le 12 avril 2012 par le tribunal correctionnel d'Auxerre, à des peines allant de quatre mois avec sursis à deux ans de prison dont six mois avec sursis. L'un de ses complices ayant fourni l'appartement avait déjà un casier judiciaire et n'hésita pas à contacter des avocats, des producteurs de cinéma, des journalistes et des éditeurs pour tenter d’obtenir des droits d'auteurs sur la diffusion d’éventuelles images du fugitif[réf. nécessaire]. Il sera le plus lourdement condamné. On ignore toujours de quels appuis Jean-Pierre Treiber a pu bénéficier durant son premier mois de cavale.
Il est retrouvé pendu le 20 février 2010 à 7 h 15 dans sa cellule de la maison d'arrêt de Fleury-Mérogis, où il était détenu en quartier d'isolement depuis son arrestation.
Un message a été découvert dans sa cellule : « J'en ai marre d'être pris pour un assassin et privé de ceux qui me sont chers. […] La vie ne m'a rien pardonné ce que je regrette. JP ». Selon France Info, « Jean-Pierre Treiber avait à plusieurs reprises fait part de ses intentions suicidaires. Il ne disposait cependant pas du kit de protection mis en place à l’été dernier par le ministère de la Justice, qui contient notamment des draps et couvertures indéchirables et des pyjamas en papier à usage unique pour éviter les pendaisons ».

### Documentaires télévisés
- « Géraldine Giraud, Katia Lherbier : l’enquête » le 2 octobre 2005 date dans Secrets d'actualité sur M6.
- « Qui a tué Géraldine Giraud ? » le 15 octobre 2008 et le 24 juin 2009 dans Enquêtes criminelles : le magazine des faits divers sur W9.
- « La cavale de Jean-Pierre Treiber » le 22 novembre 2009 dans 66 Minutes sur M6.
- « Affaire Giraud-Treiber : la vérité est-elle possible ? » le 6 avril 2010 dans 90' faits divers sur TMC.
- « L'affaire Giraud » le 14 décembre 2010 dans 90' faits divers sur TMC.
- « Jean-Pierre Treiber, l'affaire Giraud/Lherbier » le 20 février 2011 dans Faites entrer l'accusé présenté par Christophe Hondelatte sur France 2.
- « Giraud - Treiber : La vérité est-elle possible ? » (premier reportage) dans Suspect no 1 le 8 juin 2011 sur TMC.
- « Affaire Jean-Pierre Treiber » (premier reportage) dans Chroniques criminelles le 11 janvier 2014 sur NT1.
- « Affaire Giraud » (premier reportage) dans « Spéciale meurtres chez les célébrités » le 16 octobre 2017 dans Crimes sur NRJ 12.
- « Affaire Jean-Pierre Treiber, les disparues et le garde-chasse » le 2 septembre 2023 dans Au bout de l'enquête, la fin du crime parfait ? sur France 2.